# Mauricio Peña Almada
Mauricio Peña, (Ciudad de México, 11 de noviembre de 1959 - Santiago de Querétaro, Querétaro, 31 de agosto de 2010) fue un futbolista mexicano.

## Biografía
Debutó en un partido contra Unión de Curtidores. En 1981 fue campeón de liga, campeón de la  Concacaf y de la Interamericana, luego de 3 partidos frente al Club Nacional de Football. En 1991 se retiró como futbolista y comenzó su carrera como entrenador en las fuerzas básicas  del Club Universidad Nacional.
Tiempo después enfermó de esclerosis lateral amiotrófica, el 18 de agosto de 2010 algunos futbolistas de la UNAM, como Jorge Campos, Claudio Suárez, David Oteo, Miguel España y Manuel Negrete tuvieron un partido a beneficio suyo para ayudarlo de forma económica. Incluso, el Pachuca donó parte de su taquilla del partido vs Monterrey.
Finalmente la enfermedad provocó su fallecimiento el 31 de agosto de 2010.
Los Pumas de la UNAM le dedicaron su partido contra el Real San Luis tanto a él como al escritor Germán Dehesa.

## Clubes
| Club        | País   | Año         |
| ----------- | ------ | ----------- |
| UNAM        | México | 1980 - 1987 |
| Club Necaxa | México | 1987 - 1991 |